# Островенское (озеро, Мошенской район)
Островенское — озеро в юго-восточной части Новгородской области.
Площадь озера составляет 421 га. Средняя глубина — 8 м, наибольшая — 18 м. Берега отлогие, песчаные, частично — травянистые.
В Островенское озеро впадает река Канава, соединяющая его с озером Меглино. Из озера вытекает река Радоль, приток Увери. Таким образом, озеро относится к бассейну Балтийского моря, однако имеет сообщение с бассейном Каспийского моря, к которому относится Меглино.
В дореволюционных документах чаще встречается название озера «Островно», оно же употребляется и в современной устной речи.
Островенское озеро находится на границе Чувашевогорского (северный берег) и Ореховского (южный берег) сельских поселений Мошенского района Новгородской области. На его берегах расположены следующие деревни (с запада на восток, от истока Радоли к устью Канавы):
- Ягайлово (южный берег)
- Глебово (северный берег)
- Островно (заброшенная деревня, северный берег)
- Григорово (южный берег)